# Petits paquets
Les petits paquets est un jeu de cartes de hasard, opposant un banquier et au moins un joueur, le maximum pouvant être une dizaine.
Le banquier utilise un jeu de 52 cartes, sans jokers donc. Devant chaque joueur il dépose un paquet muet (nombre de cartes variable) puis pose devant lui le talon du jeu également muet.
Chaque joueur place son enjeu devant son paquet. Le banquier retourne successivement les paquets de chaque ponte puis le sien.
Il paye au double les enjeux des cartes supérieures à la carte de la banque et prélève les autres enjeux.
Variante : les joueurs pontent à leur volonté sur tous les paquets sauf celui de la banque.
Dans une partie amicale, si le banquier tire la carte la plus basse, il paye puis cède la banque à son voisin. Dans les parties professionnelles, le banquier paye double la carte la plus haute.
Autre nom : paquets turcs. Le jeu est connu depuis le début du XIXe siècle, principalement autour de la Méditerranée.